# Royal Society

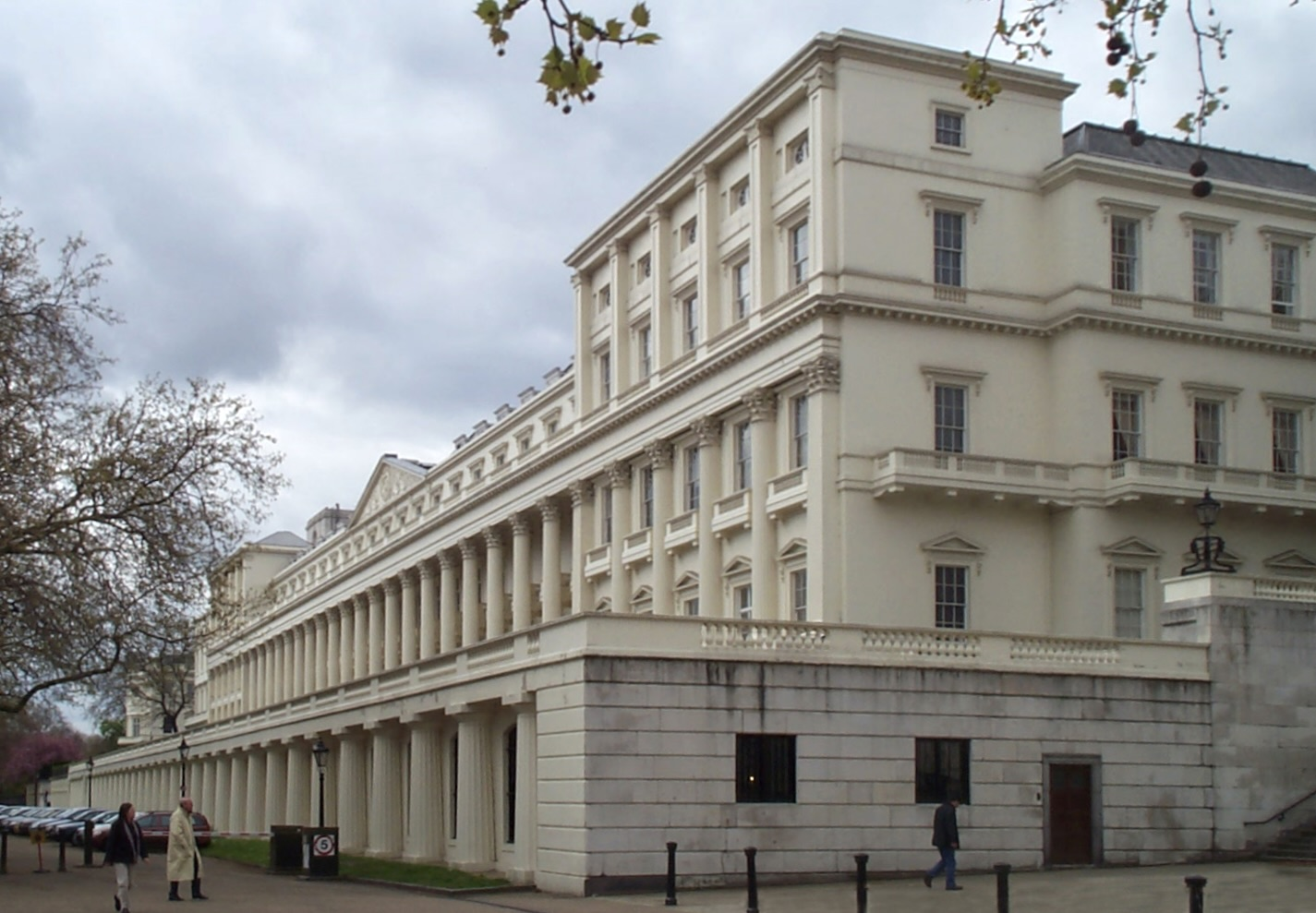
Siedziba Royal Society w Londynie

The Royal Society of London for Improving Natural Knowledge (pol. Królewskie Towarzystwo w Londynie dla Rozszerzania Wiedzy o Przyrodzie) popularnie nazywane The Royal Society, pol. Towarzystwo Królewskie, w Londynie – brytyjskie towarzystwo naukowe pełniące funkcję brytyjskiej akademii nauk. Skupia przedstawicieli nauk matematycznych i przyrodniczych, liczy 1600 członków, w tym 80 laureatów Nagrody Nobla (stan na rok 2019).

## Historia
28 listopada 1660 roku 12 uczonych spotkało się po wykładzie Christophera Wrena (1632–1723) w Gresham College i postanowiło założyć towarzystwo na rzecz promocji eksperymentalnego nauczania fizyki i matematyki. Wśród założycieli byli m.in. chemik i fizyk Robert Boyle (1627–1691) i biskup John Wilkins (1614–1672). W roku 1662 Karol II wydał akt prawny konstytuujący tę instytucję, który został uzupełniony w 1663 roku. Nazwa The Royal Society była po raz pierwszy wzmiankowana w 1661 roku; w drugim akcie prawnym z 1663 roku towarzystwo nazywane jest The Royal Society of London for Improving Natural Knowledge.
Towarzystwo bywa czasem mylnie uważane za pierwsze w świecie towarzystwo naukowe – w 1652 roku została założona Niemiecka Akademia Przyrodników Leopoldina (niem. Deutsche Akademie der Naturforscher Leopoldina), a jeszcze wcześniej, w 1635 roku, powstała Akademia Francuska. Encyklopedia Britannica podaje, że Towarzystwo Królewskie było pierwszym w świecie narodowym towarzystwem naukowym.
Towarzystwo odegrało dużą rolę w rozwoju nauk przyrodniczych od XVII do XIX wieku. W 1665 roku Towarzystwo opublikowało dzieło Micrographia Roberta Hooke'a (1635–1703) z ilustracjami powstałymi na podstawie obrazów widzianych pod mikroskopem. W 1687 roku wydało Principia Mathematica Isaaca Newtona (1643–1727). 
Od 1665 roku Towarzystwo wydaje czasopismo naukowe Philosophical Transactions – najstarsze pismo naukowe na świecie wydawane bez przerwy, które wprowadziło m.in. pojęcie recenzji naukowej. Od 1832 roku Towarzystwo wydaje również przeglądowo-sprawozdawcze Proceedings of the Royal Society.
Siedziba towarzystwa mieści się w City of Westminster w okolicy królewskiego Buckingham Palace. Dewizą jest Nullius in verba (łac. Nikomu na słowo – w domyśle: wierzyć).

## Nagrody
Od 1736 roku Towarzystwo przyznaje Medal Copleya za „wybitne osiągnięcia w dziedzinie badań w każdej gałęzi nauki, i na przemian nauk fizycznych oraz nauk biologicznych”. Inne nagrody Towarzystwa to m.in.:
- Royal Medal (różne nauki przyrodnicze i stosowane),
- Hughes Medal (fizyka i technika),
- Medal Rumforda (fizyka i chemia),
- Medal Sylvestera (matematyka),
- Medal Darwina (biologia).

## Członkostwo
Towarzystwo liczy 1600 członków, w tym 80 laureatów Nagrody Nobla (stan na rok 2019)
Znanymi Polakami wśród jego zagranicznych członków byli m.in.:
- astronom Jan Heweliusz (przyjęty w 1664 roku)[8],
- Paweł Edmund Strzelecki (przyjęty w 1853 roku w uznaniu zasług w eksploracji Australii – odkrycie złota)[9],
- Edward Strasburger (przyjęty w 1891 roku)[10].